# Andrianampoinimerina

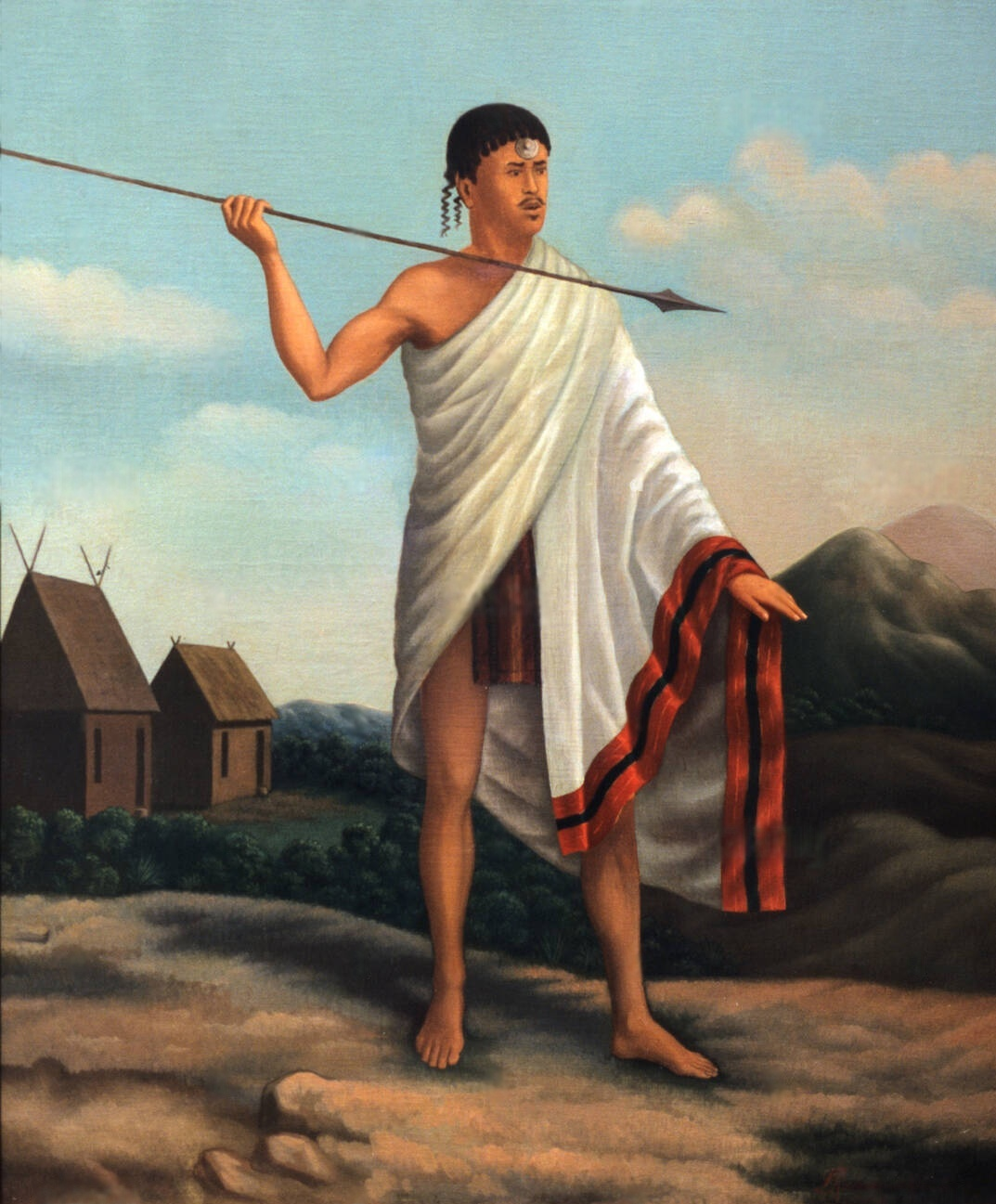
Merina-König Andrianampoinimerina

Andrianampoinimerina (* ca. 1745; † 1810) war der Begründer des Königreichs Madagaskar und König der Insel.
Andrianampoinimerina, Angehöriger der Merina-Dynastie und Sohn Andriamiaramanjakas, folgte diesem 1787 auf den Thron des kleinen Königreichs von Ambohimanga (Königssitz 20 km nördlich von Antananarivo). 1794 eroberte er das benachbarte Königreich von Antananarivo und verlegte seinen Amtssitz von Ambohimanga nach Antananarivo.
Nach und nach weitete Andrianampoinimerina seinen Einflussbereich fast auf die gesamte Insel aus und begründete so das Merina-Königreich Madagaskar. Er erließ viele Gesetze, darunter ein Strafgesetzbuch, Landreformen und Handelsregulationen, und organisierte die Verwaltung des Landes und gilt bis heute als ein bedeutender Herrscher des Landes.
Unter seiner Herrschaft wurde begonnen, die mündlich überlieferten Geschichten der Merina schriftlich abzufassen („Tantaran'ny Andriana“).
Sein Name bedeutet übersetzt „Prinz im Herzen der Merina“, sein Nachfolger war Radama I.